# Prem'yer-liga
La Prem'yer-liga (in cirillico russo: Премьер-лига), già nota come Vysshaja Liga kirghiza (Кыргызстан Жокорку Чемпионаты) oppure SHORO Top-Liga per motivi di sponsorizzazione, è la massima competizione calcistica del Kirghizistan.
Fu istituita nel 1992, dopo l'indipendenza del paese. Dal 2019 ha assunto la denominazione attuale.

## Formato
A causa delle difficoltà economiche di molte società e dei problemi politici che hanno coinvolto il paese dall'anno dell'indipendenza, sovente durante il campionato alcune squadre sono state squalificate o estromesse prima della conclusione della stagione.
La tabella seguente mostra il numero delle partecipanti durante la stagione; il numero tra parentesi indica il numero di squadre che hanno concluso la stagione.
| Stagione | Partecipanti | Note   | Stagione | Partecipanti | Note   | Stagione | Partecipanti | Note   |
| -------- | ------------ | ------ | -------- | ------------ | ------ | -------- | ------------ | ------ |
| 2000     | 12           | [ 2 ]  | 2001     | 9 (poi 8)    | [ 3 ]  | 2002     | 12 (poi 10)  | [ 4 ]  |
| 2003     | 8            | [ 5 ]  | 2004     | 10 (poi 8)   | [ 6 ]  | 2005     | 10 (poi 6)   | [ 7 ]  |
| 2006     | 6            | [ 8 ]  | 2007     | 10 (poi 8)   | [ 9 ]  | 2008     | 10 (poi 9)   | [ 10 ] |
| 2009     | 9            | [ 11 ] | 2010     | 9 (poi 6)    | [ 12 ] | 2011     | 6            | [ 13 ] |
| 2012     | 8 (poi 7)    | [ 14 ] | 2013     | 8            |        | 2014     | 8            |        |
| 2015     | 6            |        | 2016     | 7            |        | 2017     | 6            |        |
| 2018     | 8            |        | 2019     | 8            |        | 2020     | 9 (poi 8)    |        |
| 2021     | 8            |        | 2022     | 10           |        | 2023     | 10           |        |
| 2024     | 10           |        | 2025     | 14           |        |          |              |        |

## Squadre partecipanti
Stagione 2023.
| Club              | Città      | Stagione Precedente         |
| ----------------- | ---------- | --------------------------- |
| Abdyš-Ata Kant    | Kant       | 1° nella Prem'yer-liga 2022 |
| Alaj Oš           | Oš         | 2° nella Prem'yer-liga 2022 |
| Aldier Kuršab     | Oš         | 2° nella Pervaja Liga 2022  |
| Alga Biškek       | Biškek     | 3° nella Prem'yer-liga 2022 |
| Dordoj Biškek     | Biškek     | 4° nella Prem'yer-liga 2022 |
| Ilbirs Biškek     | Biškek     | 8° nella Prem'yer-liga 2022 |
| Kara-Balta        | Kara-Balta | 3° nella Pervaja Liga 2022  |
| Muras Junajted    | Žalalabad  | 1° nella Pervaja Liga 2022  |
| Neftči Kočkor-Ata | Kočkor-Ata | 5° nella Prem'yer-liga 2022 |
| Talant            | Kant       | 9° nella Prem'yer-liga 2022 |

## Albo d'oro

### Epoca sovietica
- 1934:  Frunze[17] City Team
- 1935:  Dinamo Frunze
- 1936:  Burevestnik Frunze
- 1937p: Spartak Frunze
- 1937a: Burevestnik Frunze
- 1938p: Dinamo Frunze
- 1938a: Dinamo Frunze
- 1939-44: Non disputato
- 1945:  Frunze City Team
- 1946:  Spartak Frunze
- 1947:  Spartak Frunze
- 1948:  Spartak Frunze
- 1949:  Burevestnik Frunze
- 1950:  Spartak Frunze

- 1951:  Frunze City Team
- 1952:  Dinamo Frunze
- 1953:  Osh Region Team
- 1954:  Frunze City Team
- 1955:  Frunze City Team
- 1956:  Frunze City Team
- 1957:  Frunze Region Team
- 1958:  Torpedo Frunze
- 1959:  Torpedo Frunze
- 1960:  SKIF Frunze
- 1961:  Mayli-Say City Team
- 1962:  Alga Kalininskoye
- 1963:  Alga Kalininskoye
- 1964:  Selmashevets Frunze

- 1965:  Alga Kalininskoye
- 1966:  Selmashevets Frunze
- 1967:  Alga Kalininskoye
- 1968:  Selmashevets Frunze
- 1969:  Instrumentalshchik Frunze
- 1970:  Selmashevets Frunze
- 1971:  Elektrik Frunze
- 1972:  Selmashevets Frunze
- 1973:  Selmashevets Frunze
- 1974:  Tekstilshchik Osh
- 1975:  Instrumentalshchik Frunze
- 1976:  Stroitel Jalal-Abad
- 1977:  Selmashevets Frunze
- 1978:  Instrumentalshchik Frunze

- 1979:  Selmashevets Frunze
- 1980:  Instrumentalshchik Frunze
- 1981:  Instrumentalshchik Frunze
- 1982:  Instrumentalshchik Frunze
- 1983:  Instrumentalshchik Frunze
- 1984:  Instrumentalshchik Frunze
- 1985:  Non disputato
- 1986:  Selmashevets Frunze
- 1987:  Selmashevets Frunze
- 1988:  Selmashevets Frunze
- 1989:  Selmashevets Frunze
- 1990:  Selmashevets Frunze
- 1991:  Selmashevets Frunze

p=primavera; a=autunno

### Post Indipendenza
| Anno | Squadra            | Secondo            |
| ---- | ------------------ | ------------------ |
| 1992 | Alga Biškek        | SKA Dostuk Sokuluk |
| 1993 | Alga Biškek        | Spartak Tokmak     |
| 1994 | Kant-Oil Kant      | Semetei Kyzyl-Kiya |
| 1995 | Kant-Oil Kant      | AiK Biškek         |
| 1996 | Metallurg Kadamjay | AiK Biškek         |
| 1997 | Dinamo Biškek      | Alga-PVO Biškek    |
| 1998 | Dinamo Biškek      | Alga-PVO Biškek    |
| 1999 | Dinamo Biškek      | SKA-PVO Biškek     |
| 2000 | SKA-PVO Biškek     | Dinamo Biškek      |
| 2001 | SKA-PVO Biškek     | Žaštijk            |
| 2002 | SKA-PVO Biškek     | Žaštijk            |
| 2003 | Žaštijk            | SKA-PVO Biškek     |
| 2004 | Dordoj-Dinamo      | Alga Biškek        |
| 2005 | Dordoj-Dinamo      | Alga Biškek        |
| 2006 | Dordoj-Dinamo      | Abdyš-Ata Kant     |
| 2007 | Dordoj-Dinamo      | Abdyš-Ata Kant     |
| 2008 | Dordoj-Dinamo      | Abdyš-Ata Kant     |
| 2009 | Dordoj-Dinamo      | Abdyš-Ata Kant     |
| 2010 | Neftči Kočkor-Ata  | Dordoj Biškek      |
| 2011 | Dordoj Biškek      | Neftči Kočkor-Ata  |
| 2012 | Dordoj Biškek      | Alga Biškek        |
| 2013 | Alaj Oš            | Dordoj Biškek      |
| 2014 | Dordoj Biškek      | Abdyš-Ata Kant     |
| 2015 | Alaj Oš            | Dordoj Biškek      |
| 2016 | Alaj Oš            | Dordoj Biškek      |
| 2017 | Alaj Oš            | Abdyš-Ata Kant     |
| 2018 | Dordoj Biškek      | Alaj Oš            |
| 2019 | Dordoj Biškek      | Alaj Oš            |
| 2020 | Dordoj Biškek      | Alga Biškek        |
| 2021 | Dordoj Biškek      | Abdyš-Ata Kant     |
| 2022 | Abdyš-Ata Kant     | Alga Biškek        |
| 2023 | Abdyš-Ata Kant     | Alaj Oš            |
| 2024 | Abdyš-Ata Kant     | Dordoj Biškek      |

## Vittorie per squadra
| Squadra                      | Vittorie | Secondi posti | Anni                                                                         |
| ---------------------------- | -------- | ------------- | ---------------------------------------------------------------------------- |
| Dordoj-Dinamo/ Dordoj Biškek | 13       | 4             | 2004, 2005, 2006, 2007, 2008, 2009, 2011, 2012, 2014, 2018, 2019, 2020, 2021 |
| Alga Biškek (SKA-PVO)        | 5        | 10            | 1992, 1993, 2000, 2001, 2002                                                 |
| Alaj Oš                      | 4        | 3             | 2013, 2015, 2016, 2017                                                       |
| Dinamo Biškek                | 3        | 1             | 1997, 1998, 1999                                                             |
| Kant-Oil Kant                | 2        | -             | 1994, 1995                                                                   |
| Abdyš-Ata Kant               | 3        | 6             | 2022, 2023, 2024                                                             |
| Žaštijk                      | 1        | 2             | 2003                                                                         |
| Neftči Kočkor-Ata            | 1        | 1             | 2010                                                                         |
| Metallurg Kadamjay           | 1        | -             | 1996                                                                         |
| AiK Biškek                   | -        | 2             | -----                                                                        |
| Semetei Kyzyl-Kiya           | -        | 1             | -----                                                                        |
| Spartak Tokmak               | -        | 1             | -----                                                                        |
| SKA Dostuk Sokuluk           | -        | 1             | -----                                                                        |

## Capocannonieri
| Anno | Miglior marcatore        | Squadra            | Gol |
| ---- | ------------------------ | ------------------ | --- |
| 1992 | Igor Sergeev             | SKA Dostuk Sokuluk | 26  |
| 1993 | Davron Babayev           | -                  | 38  |
| 1994 | Aleksandr Merzlikin      | Kant-Oil Kant      | 25  |
| 1995 | Aleksandr Merzlikin      | Kant-Oil Kant      | 27  |
| 1996 | Aleksandr Merzlikin      | AiK Biškek         | 17  |
| 1997 | Farkhat Khaitbayev       | Himik Kara-Balta   | 17  |
| 1998 | Sergey Gaizitdinov       | Semetei Kyzyl-Kiya | 23  |
| 1999 | Ismail Malikov           | Žaštijk            | 16  |
| 2000 | Valery Berezovskij       | SKA-PVO Biškek     | 32  |
| 2001 | Nurlan Rajabaliyev       | Žaštijk            | 28  |
| 2002 | Yevgeny Boldygin         | Žaštijk            | 19  |
| 2003 | Roman Kornilov           | SKA-PVO Biškek     | 39  |
| 2004 | Zamirbek Jumagulov       | Dordoj-Dinamo      | 28  |
| 2005 | Yevgeny Boldygin         | Žaštijk            | 23  |
| 2006 | Vijačeslav Prijanišnikov | Abdyš-Ata Kant     | 24  |
| 2007 | Almazbek Mirzaliev       | Abdyš-Ata Kant     | 21  |
| 2008 | Hurshid Lutfullayev      | Abdyš-Ata Kant     | 13  |
| 2008 | David Tetteh             | Dordoj-Dinamo      | 13  |
| 2009 | Maxim Kretov             | Dordoj-Dinamo      | 21  |
| 2010 | Talaybek Djumatayev      | Neftči Kočkor-Ata  | 15  |
| 2011 | Vladimir Verevkin        | Alga Biškek        | 12  |
| 2012 | Kayumzan Sharipov        | Dordoj Biškek      | 17  |
| 2013 | Almazbek Mirzaliev       | Abdyš-Ata Kant     | 20  |
| 2014 | Kaleemullah Khan         | Dordoj Biškek      | 18  |
| 2015 | Alia Sylla               | Alaj Oš            | 17  |
| 2016 | Alia Sylla               | Alaj Oš            | 21  |
| 2017 | Alia Sylla               | Alaj Oš            | 12  |
| 2018 | Joel Kojo                | Alaj Oš            | 26  |
| 2019 | Wahyt Orazsähedow        | Dordoj Biškek      | 20  |
| 2020 | Mirlan Murzaev           | Dordoj Biškek      | 10  |
| 2021 | Mirbek Akhmataliev       | Abdyš-Ata Kant     | 17  |
| 2022 | Emmanuel Yaghr           | Alaj Oš            | 14  |
| 2023 | Danin Talović            | Dordoj Biškek      | 14  |
| 2024 | Atay Dzhumashev          | Abdyš-Ata Kant     | 9   |